# Никольское-Богоявленское
Никольское-Богоявленское — упразднённое село в Мытищинском районе Московской области России.

## Название
Раньше называлось Никольским по имени находившейся здесь церкви Святого Николая Чудотворца, уничтоженной в Смутное Время в начале XV века. В 1677 году церковь была вновь отстроена и названа в честь Богоявления Господня. С тех пор село стало называться Никольским-Богоявленским.

## География
Находилось севернее деревни Челобитьево и западнее деревни Сгонники.

## История
В XVI веке было приселком дворцового села Тайнинское.
В приходе Богоявленской церкви сначала находились близлежащие деревни — Раево, Сабурово, Юрлово, Рупосово, Ядреево и Шарапово. Затем в приход вошли деревни Челобитьево, Волково, Сгонники, Бродино (сейчас Бородино) и Ховрино.
В 1876 году здесь на средства купца второй гильдии А. К. Ленточкина была открыта школа для крестьянских детей.
В 1934 году храм Богоявления был закрыт, а здание передано для нужд сельской школы.
После Великой Отечественной войны село Никольское-Богоявленское было упразднено. Дома села вошли в состав соседней деревни Сгонники. Здание церкви с прилегающей территорией было передано химическому заводу, затем — предприятию «Мосхимзащита». Сельское кладбище было перепахано бульдозерами, а земля, где оно находилось, раздана под дачные участки (СНТ «Борисовка»).
В 2013 году рассматривался вопрос о строительстве здесь новой станции метро Калужско-Рижской линии.